# صناعة الدواء
صناعة الدواء هي صناعة كيميائية متخصصة في صناعة الدواء، وهي تقوم بابتكار أدوية جديدة وبيعها في السوق ويكون لها حق اختراعها وابتكارها، بمعنى أنه لا يجوز لأي مصنع آخر إنتاج دواء معين إلا بعد موافقة الشركة صاحبة الاختراع.

## تاريخها
أول صيدلية أنشئت كانت في العصور الوسطى. أول مخزن دوائي إسلامي تم إنشاؤه في بغداد عام 754 
وتقوم مصانع الدواء بإنتاج أدوية طبية تسمى أدوية جنيسة، وهي أدوية طبية تستخدم منذ مدة طويلة ومضت فترة احتفاظها بحق الاختراع ، وبذلك يمكن للمصانع الأخرى إنتاجها وبيعها في السوق من دون الرجوع إلى صاحب الاختراع، كما تقوم بابتكار أدوية جديدة يفوق مفعولها عادة مفعول الأدوية المعتادة وتحتفظ بحق الاختراع لها.

## البحث والتطوير
اكتشاف الدواء هو العملية التي يتم من خلالها اكتشاف عقار مرتقب أو ابتكاره. اكتُشفت معظم الأدوية في الماضي إما عن طريق عزل العنصر الفعال من العلاجات التقليدية أو أنه اكتُشف عن طريق الصدفة. غالبًا ما تركز التقانة الحيوية الحديثة على فهم مسارات الأيض المتعلقة بحالة المرض أو مُسبب المرض، والتلاعب في هذه المسارات باستخدام البيولوجيا الجزيئية أو الكيمياء الحيوية. أُجريت الكثير من المراحل الأولى من عمليات اكتشاف الأدوية بشكل تقليدي من قبل الجامعات والمؤسسات البحثية.
يشير تطوير الدواء إلى الأنشطة التي تُجرى على مركب بعد تحديده كدواء محتمل من أجل إثبات ملاءمته كدواء. أهداف تطوير الدواء هي تحديد التركيب والجرعات، وكذلك تحديد أمان استخدامه. تتضمن الأبحاث في هذه المجالات بشكل عام مجموعة من الدراسات التي تجرى في المخبر، والدراسات التي تجرى على الأجسام الحية، والتجارب السريرية. عادة ما تتكفل شركات الأدوية الكبيرة بتكاليف مرحلة التطوير الأخيرة.
غالبًا ما تُظهر الشركات الكبيرة متعددة الجنسيات تكاملًا رأسيًا، فتشترك في مجموعة كبيرة من عمليات اكتشاف الأدوية وتطويرها، والتصنيع ومراقبة الجودة، والتسويق، والمبيعات، والتوزيع. في المقابل، غالبًا ما تركز المنظمات الصغيرة على جانب محدد مثل اكتشاف عقار مرشح أو تطوير تركيبات دوائية. غالبًا ما تُعقد اتفاقيات تعاون بين المنظمات البحثية وكبرى شركات الأدوية من أجل استكشاف إمكانات المواد الدوائية الجديدة. في الآونة الأخيرة، اعتمدت الشركات متعددة الجنسيات بصورة متزايدة على منظمات البحوث التعاقدية من أجل إدارة عمليات تطوير الأدوية.

## الموافقة على المنتج
في الولايات المتحدة، يجب أن تحصل المنتجات الدوائية الجديدة على موافقة إدارة الغذاء والدواء (/ FDAإف دي إيه) بأنها منتجات آمنة وفعالة. تتضمن هذه العملية بشكل عام، تقديم ملف دواء تجريبي جديد حاوي على قدرٍ كافٍ من البيانات ما قبل السريرية التي تدعم المضي قدمًا في إجراء التجارب البشرية. بعد الموافقة على (/INDآي إن دي)، يمكن وبشكل تجريبي إجراء ثلاث مراحل من تجارب سريرية أضخم على البشر. تدرس المرحلة الأولى بشكل عام التأثير السمي من خلال متطوعين أصحاء. يمكن أن تتضمن المرحلة الثانية الحركية الدوائية والجرعات المناسبة عند المرضى، والمرحلة الثالثة هي عبارة عن دراسة ضخمة جدًا للفعالية عند مجموعات المرضى المستهدفة. بعد الانتهاء من اختبار المرحلة الثالثة بنجاح، يُقدم طلب دواء جديد إلى إدارة الغذاء والدواء. تراجع إدارة الغذاء والدواء البيانات، فإذا وجدوا أن تقييم المنافع بالنسبة للمخاطر للمنتج إيجابيًا تُعطى الموافقة على تسويق المنتج في الولايات المتحدة.
غالبًا ما تكون هناك حاجة أيضًا إلى مرحلة رابعة من المراقبة ما بعد الموافقة نظرًا لحقيقة أنه حتى أضخم التجارب السريرية لا يمكنها التنبؤ فعليًا بانتشار أثار جانبية نادرة. تضمن مراقبة ما بعد التسويق أن سلامة الدواء تُراقب عن كثب بعد تسويقه. في حالات معينة، قد يكون من الضروري أن تقتصر دواعي الاستعمال على مجموعات معينة من المرضى، وفي حالات أخرى تُسحب المادة من السوق بشكل كامل.
تقدم الإف دي إيه معلوماتٍ حول الأدوية التي تمت الموافقة عليها على موقع أورانج بوك.
في المملكة المتحدة، توافق الوكالة التنظيمية للأدوية ومنتجات الرعاية الصحية على استخدام الأدوية، لكن وكالة الأدوية الأوروبية هي من تقوم بالتقييم، وهي وكالة تابعة للاتحاد الأوروبي ومقرها لندن. عادةً ما تصدر الموافقة في المملكة المتحدة ودول أوروبية أخرى بعد صدور الموافقة في الولايات المتحدة. ثم هناك المعهد الوطني للصحة وتفوق الرعاية (نايس)، في إنجلترا وويلز، الذي يقرر ما إذا كانت هيئة الخدمات الصحية الوطنية (إن إتش إس) ستسمح (بمعنى أنها ستدفع تكاليفه) باستخدام الأدوية وكيف سيتم هذا الاستخدام. كتيب الوصفات الوطني البريطاني هو الدليل الأساسي للصيادلة والأطباء.
في العديد من الدول الغربية غير الأمريكية، قاموا بتطوير «حاجز رابع» من أجل تحليل فعالية التكلفة قبل أن تتوفر تقنيات جديدة. وهي التركيز على كفاءة التقنيات المعنية (من ناحية التكلفة لكل كيو إيه إل واي) بدلًا من التركيز على فعاليتها. في إنكلترا وويلز، تقرر نيس ما إذا كانت الإن إتش إس ستوفر الأدوية والتقنيات وتحت أي ظروف ستوفرها، بينما توجد ترتيبات مماثلة عند الاتحاد الأسكتلندي للأدوية في اسكتلندا، واللجنة الاستشارية لفوائد الأدوية في أستراليا. من أجل أن تتم الموافقة على المنتج يجب أن يتجاوز عتبة جدوى التكلفة. ويجب أن تمثل العلاجات «قيمة المال» وفائدة صافية للمجتمع.

### الأدوية اليتيمة
هناك قواعد خاصة لبعض الأمراض النادرة («الأمراض اليتيمة») في العديد من المناطق الأساسية الناظمة للأدوية. على سبيل المثال، تخضع الأمراض التي تشمل أقل من 200000 مريض في الولايات المتحدة، أو عدد أكبر من السكان في ظروف معينة لقانون الدواء اليتيم. نظرًا لأن البحث الطبي وتطوير الأدوية لعلاج هذه الأمراض مسببة للخسارة من الناحية المالية، تُكافأ الشركات التي تقوم بذلك بـ تخفيضات ضريبية وإعفاءات من الرسوم وتُمنح حصرية التسويق لهذا الدواء لفترة محدودة (سبع سنوات) ، بغض النظر عما إذا كان الدواء محميًا ببراءات اختراع.

## المبيعات العالمية
تجاوز الإنفاق العالمي على الأدوية الموصوفة طبيًا في عام 2011، 954 مليار دولار، حتى مع تباطؤ النمو إلى حد ما في أوروبا وأمريكا الشمالية. تشكل الولايات المتحدة أكثر من ثلث سوق الأدوية العالمية، بمبيعات سنوية تصل قيمتها ل 340 مليار دولار ويليها الاتحاد الأوروبي واليابان. تجاوزت الأسواق الناشئة مثل الصين وروسيا وكوريا الجنوبية والمكسيك تلك السوق، حيث نمت بنسبة ضخمة بلغت 81 في المائة.
بلغت مبيعات الأدوية العشرة الأوائل الأكثر مبيعًا في عام 2013 ما قيمته 75.6 مليار دولار، ووصلت مبيعات عقار هوميرا المضاد للالتهاب وكان الدواء الأكثر مبيعًا في العالم ما قيمته10.7 مليار دولار. أما ثاني وثالث أفضل الأدوية مبيعًا هما الإنبريل والريميكيد على التوالي. كانت أفضل ثلاث أدوية مبيعًا في الولايات المتحدة في عام 2013 هي ابيليفاي (6.3 مليار دولار) ونيكسيوم (6 مليار دولار) وهوميرا (5.4 مليار دولار). بلغ متوسط مبيعات الدواء الأكثر مبيعًا على الإطلاق، ليبيتور، 13 مليار دولار سنويًا وحقق 141 مليار دولار كإجمالي طوال فترة حياته، قبل أن تنتهي صلاحية براءة اختراع شركة فايزر في نوفمبر 2011.
نشرت شركة آي إم إس هيلث تحليلًا للاتجاهات المتوقعة في صناعة الأدوية في عام 2007، وتضمنت زيادةً في أرباح معظم القطاعات على الرغم من زوال بعض براءات الاختراع، والأدوية «الجديدة الرائجة» الذي يلوح  في الأفق.

## منتجات صناعة الدواء
من الأدوية ووسائل العلاج التي تنتجها الصناعات الدوائية:
- الأدوية بنوعيها : الملزمة لوصف الطبيب، أو تباع حرة في السوق
- مواد التطعيم
- مواد للتشخيص
- منتجات الدم
- أنسجة حيوية
- خلايا حيوية

ولا تنتمي بعض المنتجات الطبية إلى الصناعاد الدوائية، مثل الرابطات، والأسترة، والمفاصل الصناعية وغيرها.

## كبار مصانع الأدوية
تشمل تلك القائمة مصانع الأدوية العالمية مصنفة بحسب قيمة إنتاجها لعام 2007 ، وهي تتضمن تكلفة البحث العلمي والتطوير.
| الترتيب | الشركة            | المقر                            | مبيعات سنوية (مليار دولار) | تكلفة البحث العلمي (مليار دولار) |
| ------- | ----------------- | -------------------------------- | -------------------------- | -------------------------------- |
| 1       | فايزر             | نيويورك، الولايات المتحدة        | 45,1                       | 8,1                              |
| 2       | غلاكسو سميث كلاين | لندن، المملكة المتحدة            | 39,2                       | 6,4                              |
| 3       | نوفارتس           | بازل، سويسرا                     | 38,1                       | 6,4                              |
| 4       | سانوفي            | باريس ،فرنسا                     | 37,4                       | 6,5                              |
| 5       | أسترا زينيكا      | لندن، إنجلترا                    | 25,7                       | 5,1                              |
| 6       | جونسون آند جونسون | نيو براونسويك، الولايات المتحدة  | 23,3                       | 5,3                              |
| 7       | MSD Sharp & Dohme | وايتهاوس ستيشن، الولايات المتحدة | 22,6                       | 4,9                              |
| 8       | هوفمان-لا روش     | بازل، سويسرا                     | 16,9                       | 6,7                              |
| 9       | وايث              | ماديسون، الولايات المتحدة        | 15,7                       | 3,1                              |
| 10      | إيلي ليلي وشركاءه | إنديانابوليس، الولايات المتحدة   | 14,8                       | 3,5                              |

المصدر: Pharmaceutical Executive, „Our 9th Annual Report on the world’s Top50 Pharmaceutical Companies“, May 2008.
- تأتي في المركز 12 شركة باير الألمانية بحجم مبيعات سنوي 87و9 مليار دولار، وتكلفة أبحاث 8و3 مليار دولار سنوية.

## اقرأ أيضاً
- طرق إعطاء الدواء
- تقطير جزئي
- تقطير النفط
- تثبت (صناعة الدواء)
- الاستشراب السائل بمقياس طيف الكتلة